# الشغانبة
قرية الشغانبة هي إحدى القرى التابعة لمركز بلبيس في محافظة الشرقية في جمهورية مصر العربية. حسب إحصاءات سنة 2006، بلغ إجمالي السكان في الشغانبة 5253 نسمة، منهم 2639 رجل و2614 امرأة.

## التاريخ
قرية الشغانبة من القرى القديمة، حيث وردت باسم «الشغانبة» في أعمال الشرقية ضمن قرى الروك الصلاحي التي أحصاها ابن مماتي في كتاب قوانين الدواوين، كما وردت في أعمال الشرقية ضمن قرى الروك الناصري التي أحصاها ابن الجيعان في كتاب «التحفة السنية بأسماء البلاد المصرية». وفي العصر العثماني ورد اسمها في التربيع العثماني الذي أجراه الوالي العثماني سليمان باشا الخادم في عصر السلطان العثماني سليمان القانوني ضمن قرى ولاية الشرقية، وفي تاريخ 1228هـ/1813م الذي عدّ قرى مصر بعد المسح الذي قام به محمد علي باشا باسم «الشغانبة» ضمن قرى مديرية الشرقية.